# Малешевско благотворително братство
Малешевското благотворително братство е патриотична и благотворителна обществена организация на македонски българи, бежанци от Малешевско, съществувала в българската столица София от началото на XX век.

## История
След войните дейците на Малешевското благотворително братство в София Асен Марчинков и Христо Попвасилев са делегати на Втория събор на македонските братства на 22 декември 1918 година. Делегати от братството на обединителния конгрес на Македонската федеративна организация и Съюза на македонските емигрантски организации от януари 1923 година са А. Кузманов, Асен Марчинков и Христо Попвасилев.
След Седмия конгрес на СМЕО Асен Марчинков и Христо Попвасилев подписват брошурата „Едно необходимо осветление“.
Към 1941 година председател на братството е Коста Николов, а Ефрем Белдедов е подпредседател.